# Harald von Loudon
Harald Georg Gideon Freiherr von Loudon (* 30. Märzjul. / 11. April 1876greg. in Keysen, Gouvernement Livland; † 1. Januar 1959 in Berlin) war ein deutscher Ornithologe livländischer Herkunft.

## Leben
Harald von Loudon stammte aus der deutsch-baltischen Adelsfamilie von Loudon. Nach dem Besuch des Landesgymnasiums Birkenruh bewirtschaftete Harald von Loudon das Familiengut Lisden bei Wolmar. Er begeisterte sich früh für die Vogelkunde, betrieb private Studien am Museum der Russischen Akademie der Wissenschaften in Sankt Petersburg und legte eine Sammlung von Vogelbälgen an, die bis 1914 auf 20.000 Exponate anwuchs. Seine feldornithologischen Erkenntnisse über die Vogelwelt der Ostseeprovinzen, insbesondere der Matzalwieck, publizierte er in verschiedenen Fachjournalen. 1895/96 bereiste er den Kaukasus und Turkestan, wo er die Bekanntschaft Gustav Raddes und Nikolai Alexejewitsch Sarudnys machte. Auf einer weiteren kaukasischen Expedition begleitete ihn der später bekannt gewordene lettische Ornithologe Nikolaus Heinrich von Transehe. Vier weitere Expeditionen führten ihn unter anderem nach Turkestan (das heißt auf die asiatische Seite des Kaspischen Meeres), Buchara und Ferghana. Die ornithologischen Forschungsergebnisse erschienen zwischen 1902 und 1913 in verschiedenen Zeitschriften, unter anderem im Journal für Ornithologie. 1905 beschrieb er zusammen mit Sarudny die Unterart P. m. turcestanicus der Kohlmeise. Ab 1907 war von Loudon Mitglied der Deutschen Ornithologen-Gesellschaft. Als erster in Livland neben Ferdinand Erdmann Stoll (1874–1966) beringte er Vögel und nutzte dazu die Ringe der Vogelwarte Rossitten.
Bis 1914 war er einer der führenden Ornithologen des Baltikums, nach dem Ersten Weltkrieg musste von Loudon nach Berlin emigrieren. Seine umfangreiche Sammlung an Bälgen wurde zum großen Teil vernichtet und seine Aktivitäten als Ornithologe kamen nahezu ganz zum Erliegen. Sein Engagement galt nun den Aktivitäten der Deutsch-Baltischen Landsmannschaft. Seine letzten Jahre verbrachte er gesundheitlich angeschlagen und in wirtschaftlich schlechten Verhältnissen. Auf Grundlage seiner Aufzeichnungen brachte er 1950 als letztes Werk eine Beschreibung der Vogelwelt der Lenkoraner Niederung unter dem Titel Lenkoran im Winter heraus.